# Wieloblokowy rachunek kosztów i wyników
Wieloblokowy rachunek kosztów i wyników – rozwinięta forma rachunku kosztów zmiennych.
Jest to model rachunku kosztów, w którym koszty stałe przypisuje się indywidualnie do poszczególnych asortymentów produktów lub pojedynczych produktów. Każda grupa kosztów podlega identyfikacji i przypisaniu do poszczególnych obiektów kosztów. Mogą nimi być:
- poszczególne rodzaje produktów
- grupy asortymentowe produktów
- zakłady lub wydziały produkcyjne – centra odpowiedzialności
- różne obszary działalności przedsiębiorstwa
- przedsiębiorstwo jako całość

W modelu wieloblokowego rachunku podstawowe struktury kosztów są agregowane z wyodrębnieniem kosztów stałych i kosztów zmiennych. Koszty stałe przedsiębiorstwa nie stanowią jednego bloku, ale składają się z wielu segmentów. Tworzy się je przez identyfikowanie kosztów według rodzaju, na podstawie dokumentów źródłowych, z wyróżnionymi obiektami kosztowymi, które są ważne z punktu widzenia procesów zarządzania. Koszty stałe mogą być agregowane dla dowolnej liczby obiektów kosztowych, hierarchicznie uporządkowanych i powiązanych instytucjonalnie. Obok złożonej struktury kosztów stałych w rachunku tworzona jest rozbudowana struktura przychodów ze sprzedaży. Przychody są identyfikowane zgodnie ze strukturą wyodrębnionych obiektów kosztowych. Identyczność struktur dla kosztów i przychodów umożliwia ustalenie wyników cząstkowych w postaci marży brutto. W rachunku tym ustala się tyle różnych stopni marży na pokrycie kosztów stałych i zysku, ile jest wyodrębnionych obiektów kosztowych.
- Marża brutto I oznacza rentowność pojedynczego produktu. Wyraża się ją jako różnicę pomiędzy cenami produktów a ich kosztami zmiennymi. Pokrywa ona wszystkie koszty stałe produktów, przedsiębiorstwa jako całości, a także zysk.
- Marża brutto II ustala rentowność pojedynczego produktu na poziomie indywidualnych kosztów wytworzenia obejmujących koszty zmienne i indywidualne koszty stałe. Koszty te podlegają kontroli menadżerów wyodrębnionych centrów odpowiedzialności. Traktuje się tę marżę jako najbardziej realne kryterium pomiaru efektywności, ponieważ przychody ze sprzedaży są pomniejszone o wszelkie rabaty i upusty.
- Marża brutto III ustala rentowność poszczególnych grup asortymentowych produktów. Uwzględnia koszty stałe poszczególnych grup asortymentowych produktów, które często nazywane są kosztami gotowości. Zwykle nie podlegają one kontroli menedżerów wyodrębnionych centrów odpowiedzialności.
- Marża brutto IV ustala rentowność poszczególnych wydziałów produkcyjnych. Uwzględnia koszty stałe tych wydziałów, a więc takie, których nie można zakwalifikować ani do kosztów stałych produktów, ani do kosztów stałych grup asortymentowych. Marża ta najlepiej się nadaje do oceny działań kierowników poszczególnych centrów odpowiedzialności, nie obejmuje bowiem stałych kosztów zarządu i sprzedaży, które najczęściej są od nich niezależne.
- Wynik operacyjny przedsiębiorstwa danego okresu otrzymamy po odjęciu od marży brutto IV stałych kosztów zarządu i stałych kosztów sprzedaży.

Informacje o marży brutto, realizowanej na różnych stopniach zarządzania oraz w różnych blokach są istotne dla prowadzenia polityki sprzedaży i polityki inwestycyjnej w firmie. Kryterium marży brutto jest wykorzystane do układania optymalnego programu produkcji i sprzedaży, który zapewnia maksymalny poziom zysku w okresie sprawozdawczym, oraz do podejmowania decyzji o alokacji środków inwestycyjnych.
Rachunek ma zastosowanie w przedsiębiorstwach wielooddziałowych i przy produkcji wieloasortymentowej, a jego celem jest usprawnienie sterowania zyskownością zdecentralizowanych podmiotów.